# Winter Sports 2011: Go for Gold
Winter Sports 2011 – Go for Gold ist ein Sportspiel mit verschiedenen Wintersport-Disziplinen. Das Spiel wurde von der deutschen Firma 49Games entwickelt und Ende 2010 von dtp entertainment für PC, Xbox 360, PlayStation 3 und Wii veröffentlicht.

## Spielprinzip
Winter Sports 2011 ist eine Sammlung von neun verschiedenen Wintersport-Disziplinen, die jeweils ihre eigenen Steuerungs-Eigenschaften besitzen. Als Besonderheit bietet das Spiel einen Adrenalin-Wert. Ist dieser aufgeladen, kann der Spieler auf Knopfdruck einen Geschwindigkeitsboost aktivieren. Der Adrenalin-Wert lässt sich je nach Disziplin auf verschiedene Weisen aufladen, zum Beispiel durch Windschattenfahren, Tricks oder Sliden auf Rails. Auf der Wii-Konsole wurde die Steuerung auf die Eigenschaften der Bewegungssteuerung angepasst. So lenkt der Spieler häufig, indem er Wii-Fernbedienung und Nunchuck mit Feingefühl im Raum bewegt. Auch das Wii Balance-Board wird in allen Disziplinen unterstützt, jedoch nicht im Splitscreen-Modus.

## Spielmodi

### Einzelspieler-Modi

#### Karriere
In der Karriere geht es vordergründig darum, alle 16 Cups freizuschalten, die wiederum jeweils aus mehreren Einzeldisziplinen bestehen. Zu Beginn sind nur die ersten fünf Cups wählbar. Wird der Spieler in einem Cup am Ende in der Gesamtwertung Erster, schaltet er den nächsten Cup frei. Beim Spielen erhält der Spieler zudem Erfahrungspunkte, die er in bessere Ausrüstungsgegenstände investieren kann. In jeder Disziplin kann er dabei seine Equipment in drei Stufen aufrüsten. Beim Bob kann sich der Spieler als Beispiel zunächst bessere Spike-Schuhe, dann einen beweglichen Spoiler und zu guter Letzt Lüftungsschlitze in der Karosserie erspielen. Für die jeweils dritte Equipment-Aufrüstung jeder Disziplin muss der Spieler nicht nur genug Erfahrungspunkte besitzen, sondern auch eine spezielle Herausforderung gemeistert werden.
Herausforderungen sind spezielle, laut Handbuch besonders knifflige Aufgaben. Es gibt 44 verschiedene Stück, die in einer sich verzweigenden Baumstruktur angeordnet sind, so dass das Meistern einer Herausforderung meist mehrere neue Herausforderungen freischaltet. Neben der oben erwähnten Möglichkeit, durch Herausforderungen die dritten Ausbaustufen für das Sport-Equipment freizuschalten, lassen sich noch andere Boni wie weitere Cups für den Schneller Cup-Modus oder alternative Tageszeiten erspielen.
Zudem lassen sich während der Karriere sogenannte Fairplay-Streifen erlangen, die man durch Fairness verdient. Verhält man sich unfair, rammt also zum Beispiel seine Gegner aus dem Weg, kann der Spieler seine Fairness-Streifen wieder verlieren. Je mehr Fairness-Streifen er hat, desto schneller lädt sich das Adrenalin, eine Art Turbo-Boost, wieder auf.

#### Schneller Cup
Im Modus Schneller Cup kann der Spieler unabhängig von der Karriere an diversen einzelnen Cups teilnehmen. Zudem hat er auch die Möglichkeit, selbst einen Cup zusammenzustellen, wobei er maximal 14 Disziplinen integrieren darf. Einzelne Disziplinen dürfen dabei mehrfach vorkommen. Zudem lassen sich weitere Optionen wie die Stärke der Gegner oder die Austragungsorte einstellen.

#### Training
Im Training lassen sich die Disziplinen einzeln anwählen und in den Einstellungen den eigenen Wünschen anpassen. So kann der Spieler u. a. entscheiden, ob er gegen CPU-Gegner oder gegen die Uhr antreten will. Die Trainings-Ergebnisse wandern in eine Highscore-Tabelle.

### Mehrspieler-Modi
Im Mehrspieler-Modus können Spieler in einzelnen Disziplinen oder einem von sieben Cups gegeneinander antreten. Auch hier lassen sich zudem eigene Cups erstellen. In den Online-Modi lässt zudem zwischen einem Taff und einem Fairplay-Modus wählen. Beim Taff-Modus treten die Spieler mit ihren Spielern aus der Karriere an, im Fairplay-Modus sind alle mit identisch starken Spielern am Start. Auf Xbox 360 und PlayStation 3 gibt es zudem Online-Highscore-Tabellen.
Die einzelnen Wintersport-Disziplinen lassen sich im Mehrspieler-Modus auf verschiedene Arten spielen, die im Folgenden aufgeführt werden.

#### Wettkampf
Hier werden die Disziplinen auf gewohnte Art gespielt. Wer am Ende die meisten Punkte hat beziehungsweise als erster die Ziellinie überquert, gewinnt.

#### Erobere die Flagge
Dieser Modus ist nur für Snowboard Cross, Biathlon, Ski Alpin Freeride und Schneemobil verfügbar. Hier jagen sich die Spieler eine Flagge durch Anrempeln voneinander ab. Wenn der Spieler mit der Flagge Checkpoints oder die Ziellinie überfährt, erhält er in Abhängigkeit von seiner Position Punkte. Der Spieler, der am Ende die meisten Punkte hat, gewinnt.

#### Herrschaft
Dieser Modus ist in allen Disziplinen außer Shorttrack, Skifliegen und Eiskunstlauf spielbar. Hier geht es nicht darum, wer als erster ins Ziel kommt, sondern darum, wer die meisten Sektorbestzeiten erfährt.

#### Münzwettkampf
Dieser Wettkampf kann nur in Snowboard Cross, Biathlon, Ski Alpin Freeride und Schneemobil ausgetragen werden. Hier sammeln die Spieler Münzen, die auf der Strecke verteilt sind. Stürzt ein Spieler, verliert er ein paar Münzen, die von anderen Spielern eingesammelt werden können. Wer am Ende die meisten Münzen hat, gewinnt.

#### Geschwindigkeitswettkampf
Dieser Modus ist in allen Disziplinen außer Shorttrack, Skifliegen und Eiskunstlauf verfügbar. Er ist identisch mit dem normalen Wettkampf-Modus mit dem Unterschied, dass sich hier Geschwindigkeitspfeile auf der Strecke befinden, bei deren Überfahren die Spieler einen starken Geschwindigkeits-Boost erhalten.

## Disziplinen

### Viererbob
Hier muss man zuerst durch schnelles und rhythmisches Drücken (oder Bewegen der Controller auf der Wii-Konsole) Schwung aufbauen. Im Eiskanal geht es dann darum, den Bob exakt zu steuern und nicht mit den Banden zu kollidieren. Es ist auch möglich, zu bremsen.

### Snowboard Cross
Bei dieser Disziplinen fahren die Spieler ein Snowboard-Rennen auf engen, verschlungenen Strecken, die mit Schanzen und Rails gespickt sind. Andere Spieler können umgerempelt werden. Durch Tricks während der Sprünge oder Sliden auf Rails lässt sich die Adrenalin-Anzeige wieder füllen.

### Shorttrack
Beim Eisschnelllauf geht es darum, den Start perfekt zu erwischen und in den Kurven eine gute Linie zu finden. Gegner lassen sich rempeln. Sowohl bei der Bewegungssteuerung auf der Wii-Konsole wie auch bei der normalen Steuerung auf den anderen System geht es um Geschick und nicht, wie oft beim Eisschnelllauf in früheren Wintersport-Spielen, um schnelles oder rhythmisches Drücken von Tasten.

### Biathlon
Biathlon ist eine Kombinationssportart aus Langlauf und Schießen. Beim Langlauf kommt es auf ein möglichst gutes Haushalten mit dem Adrenalin-Vorrat an. Bei Tal-Fahrten kann der Spieler seinen Athleten zum Beispiel in die Hocke gehen und gleiten lassen, wodurch sich der Adrenalin-Vorrat schneller auffüllt. Beim Schießen kommt es auf gutes Zielen mit dem zitternden Zielkreuz an. Durch Luftanhalten wird das Zielkreuz ruhiger. Beim Biathlon werden immer zwei Runden gelaufen. In der ersten Runde wird im Liegen geschossen, in der zweiten Runde im Stehen.

### Ski Alpin Freeride
Diese Disziplin funktioniert prinzipiell wie das Snowboard Cross, allerdings sind die Kurse weitläufiger und die Geschwindigkeit ist höher.

### Ski Alpin Abfahrt
Im Vergleich zu Ski Alpin Freeride geht es hier weniger um Stunts, sondern um geschicktes Fahren. So kann der Spieler seinen Charakter in die Hocke gehen lassen, um schneller zu werden. Auch durch Schneiden (leichtes Berühren) der aufgestellten Tore kann der Spieler einen Geschwindigkeits-Boost erhalten.

### Skifliegen
Beim Skifliegen kommt es zunächst darauf an, den geeigneten Moment zu finden, um zu starten. Dies ist von den angezeigten Windbedingungen abhängig. Anschließend muss der Spieler seinen Sportler möglichst in der Spur halten und dann den perfekten Moment zum Absprung treffen, wozu es nötig ist, so spät wie möglich abzuspringen, ohne aber den Schanzentisch zu verpassen. In der Luft muss der Athlet dann möglichst gerade gehalten und anschließend der geeignete Moment zum Ansetzen der Landung getroffen werden.
Die Gesamtpunktzahl ermittelt sich aus der Weitennote und der Haltungsnote. Die Weitennote ist abhängig von der erreichten Sprungweite und einem individuellen Faktor, der vom K-Punkt der Schanze abhängt. Die Haltungsnote ergibt sich aus den Noten der fünf Sprungrichter. Die höchste und die niedrigste Wertung werden dabei nicht berücksichtigt. Es finden immer zwei Sprünge statt, aus denen das Gesamtergebnis errechnet wird.

### Eiskunstlauf
Beim Eiskunstlauf fährt die Spielfigur eine vorgegebene Strecke ab. Auf dem Boden sind dabei in einem zur Musik passenden Rhythmus Tasten-Symbole angebracht. Fährt der Sportler über ein solches Symbol, muss der Spieler, ähnlich wie in gängigen Musikspielen, im richtigen Moment die entsprechende Eingabe machen. Nach zehn geglückten Eingaben am Stück kann der Spieler in einen sogenannten Risiko-Modus schalten. Hier bringen die Kunststücke die doppelte Punktzahl, Fehler werden jedoch auch deutlich stärker bestraft.

### Schneemobil
Diese Disziplin funktioniert ähnlich wie Ski Alpin Freeride. So kann man auch hier im Sprung Kunststücke vollführen um seinen Adrenalin-Vorrat schneller aufzuladen oder Gegner rempeln. Der Hauptunterschied besteht darin, dass man eben auch schweren Schneemobilen unterwegs ist und man nicht auf Rails sliden kann.

## Technik
Die Musik stammt von den Audiovibes Studios. Für die Animationen wurden Motion Capturing-Aufnahmen verwendet. Hierbei waren die Firmen Audiomotion Studios und metricminds beteiligt.